# Lauri Leis
Lauri Leis, né le 7 octobre 1978 à Võru, est un athlète estonien, spécialiste du triple saut.
Son meilleur saut est de 16,77 m (+0,9 m/s) à Kose, le 1er juillet 2008.